# Schloss Münster

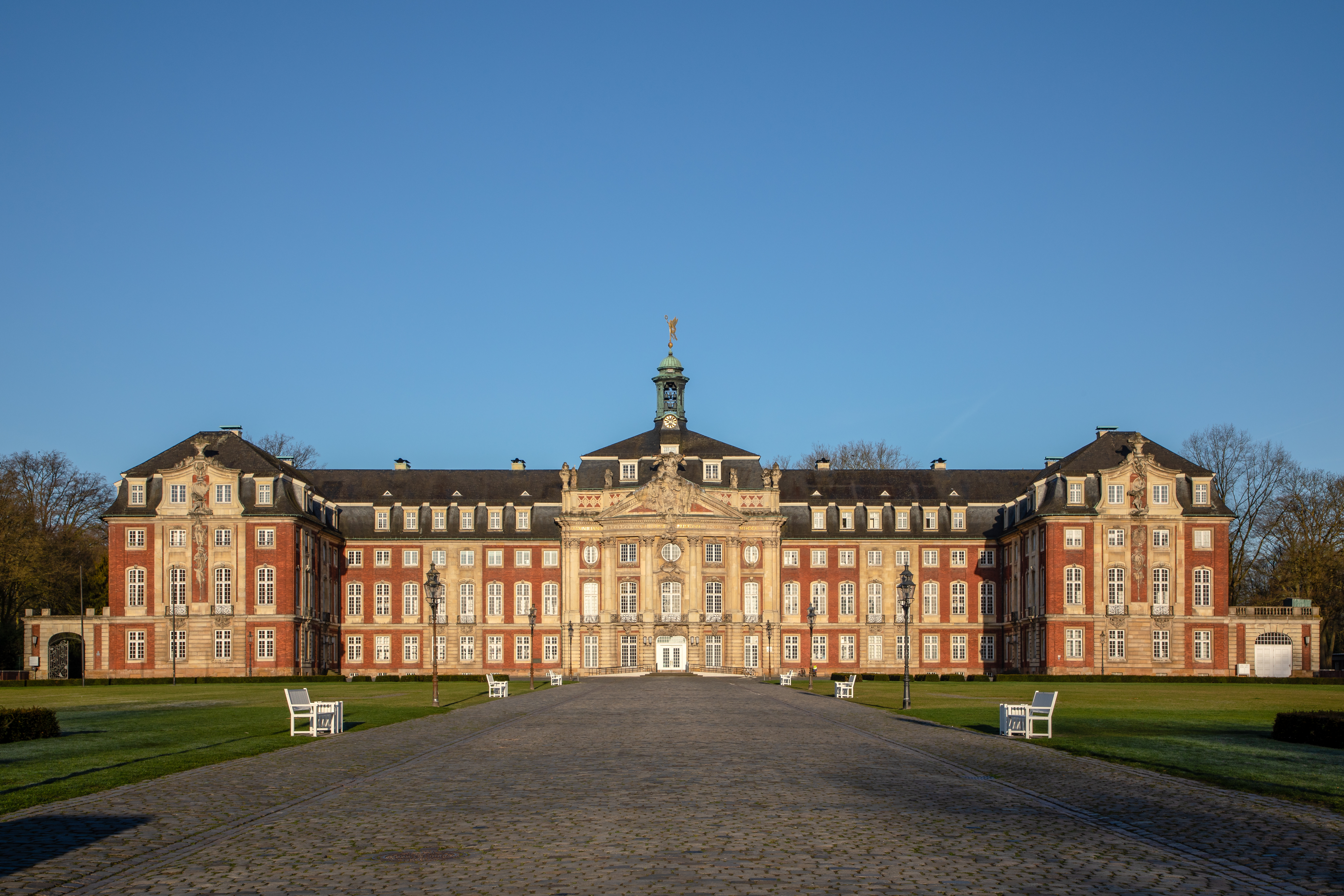
Schloss Münster

Schloss Münster ist die ehemalige Residenz der Fürstbischöfe in der westfälischen Stadt Münster. Die barocke Dreiflügelanlage wurde 1767 bis 1787 im Auftrag von Maximilian Friedrich von Königsegg nach Entwurf von Johann Conrad Schlaun erbaut. Hervorzuheben waren das Treppenhaus, der Festsaal und die Hofkapelle. Seit 1954 dient es als Sitz der Universität Münster.

## Baugeschichte

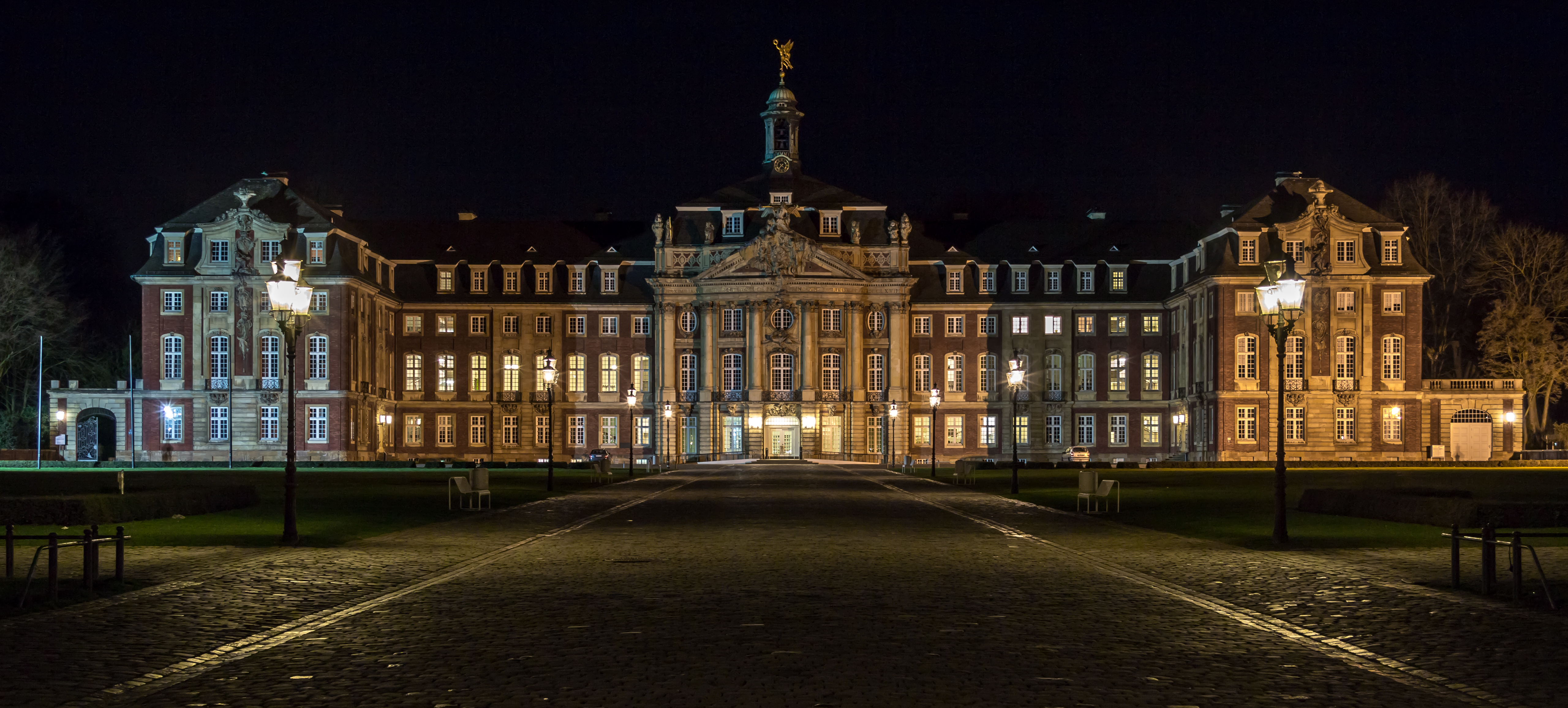
Ansicht bei Nacht

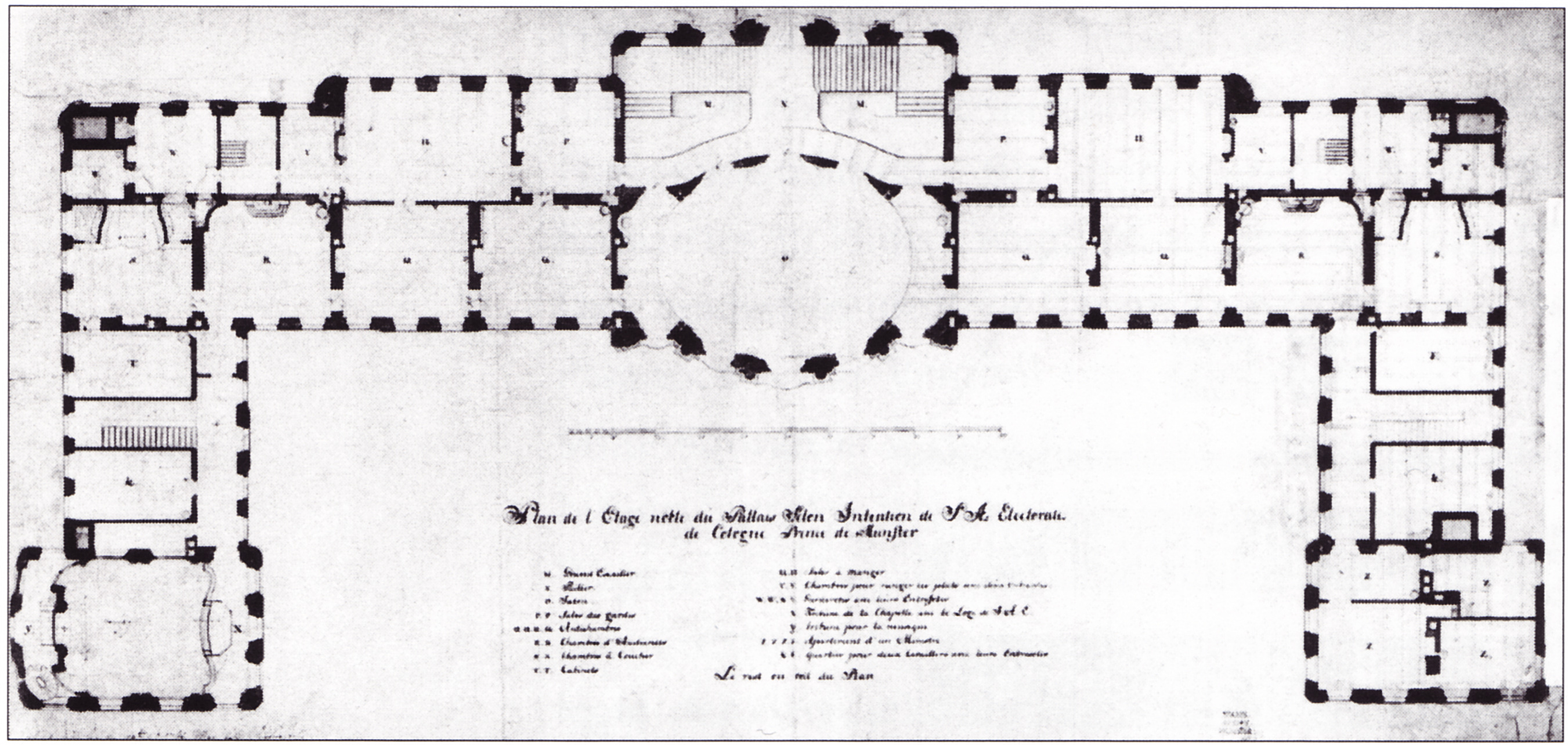
Grundriss des Hauptgeschosses, um 1767

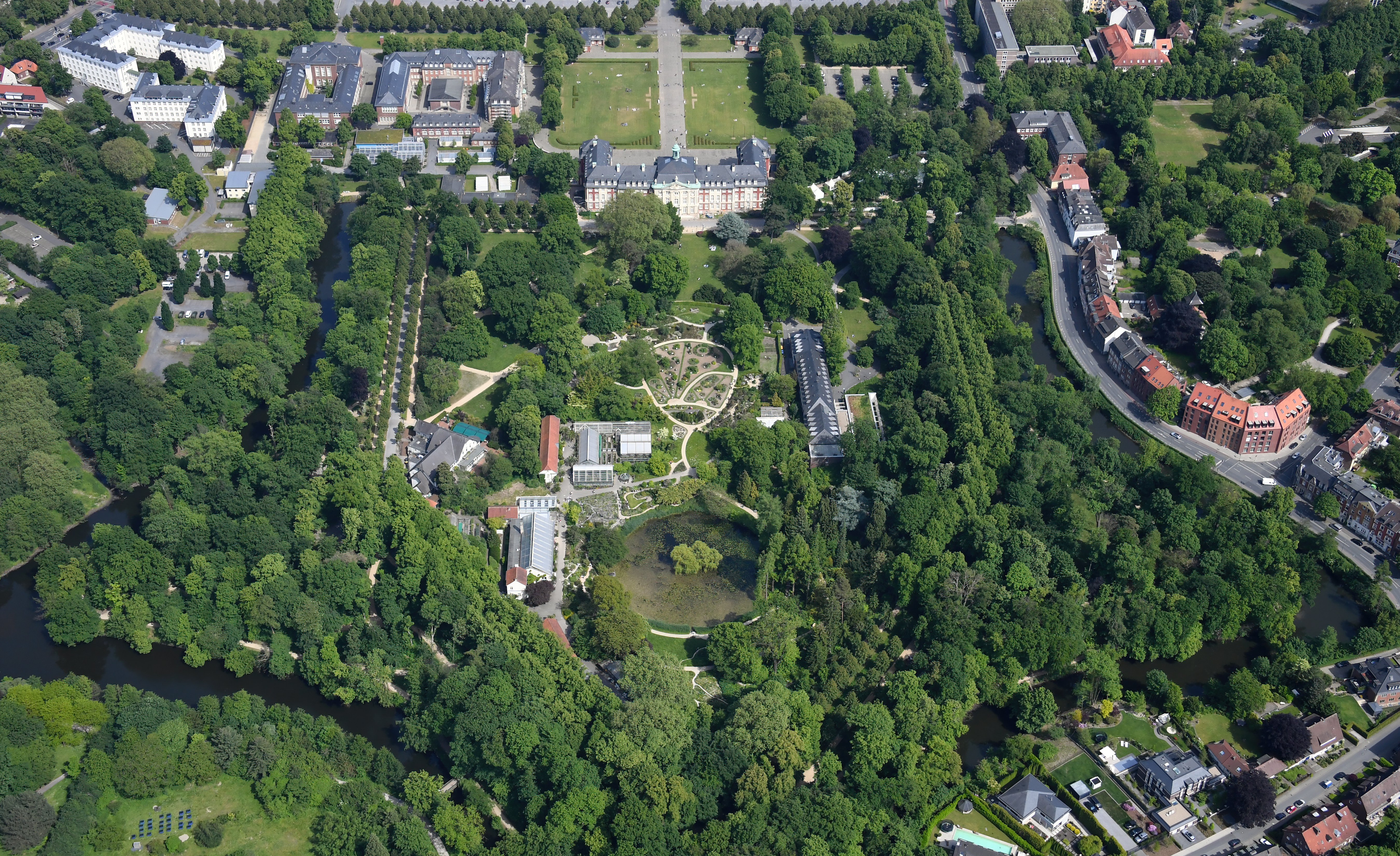
Luftbild von Westen

Die mittelalterliche Bischofsresidenz befand sich im Fürstenhof am Domplatz. Ab 1661 war das Fraterhaus zum Springborn am Krummen Timpen die Stadtresidenz der Fürstbischöfe. Bald darauf entstanden Pläne zum Bau eines repräsentativen Schlosses, die jedoch unverwirklicht blieben. Das heutige Schloss wurde im Ostbereich der noch heute gut im Luftbild an ihren Bastionen erkennbaren Reste einer frühbarocken Zitadelle, der Paulsburg, dem heutigen Botanischen Garten, errichtet. Die Zitadelle von Münster wurde auf einem mutmaßlich mittelalterlichen Vorgänger von 1661 bis ca. 1700 errichtet.
Angesichts der schweren Zerstörungen der Stadt während des Siebenjährigen Krieges ordnete Franz Freiherr von Fürstenberg, Minister für das Hochstift Münster unter Fürstbischof Maximilian Friedrich von Königsegg-Rothenfels, nach dem Kriegsende im Jahr 1764 die Niederlegung der Befestigungsanlagen an. Johann Conrad Schlaun machte bereits 1732 erste Pläne zum Bau einer Residenz am Ort. Mit dem Bau einer Klosterkirche wurde zwar begonnen, diese wurde jedoch nie vollendet. Erst nach dem Ende des Siebenjährigen Krieges und der Schleifung der Befestigungsanlagen der Stadt Münster erließ der Fürstbischof vor allem auf Wunsch des münsteraner Adels den Auftrag zum Bau eines Schlosses am Ort der ehemaligen Zitadelle, der von 1767 bis 1787 dauerte. Die Grundsteinlegung fand am 26. August 1767 statt.
Schlaun entwarf das Schloss in der Grundform einer hochbarocken Residenz. Als Baumaterial wählte er die für ihn typische reizvolle Kombination von hellem Baumberger Sandstein für Simse, Pilaster und Dekoration und rotem Backstein für die Flächen. Über dem Erdgeschoss, das vorwiegend Wirtschaftszwecken diente, liegt das repräsentative Hauptgeschoss (Beletage), darüber ein niedrigeres Wohngeschoss und die Dachkammern. Der Baukörper zeigt vollkommene Symmetrie. Der in Nord-Süd-Richtung gestreckte Hauptbau hat an den Flanken zwei gleich hohe, rechtwinklig nach Osten führende, relativ kurze Arme, so dass ein weiter Ehrenhof entsteht. Alle Aufmerksamkeit des von der Stadtseite Kommenden wird auf den breiten, im Dachbereich erhöhten und mit einer Laterne gekrönten Mittelrisalit mit dem Hauptportal gelenkt. Dessen Fassade ist mit einem antikisierenden Giebel und einer Apotheose des fürstbischöflichen Wappens mit musizierenden Engeln geschmückt. Besonders charakteristisch für Schlaun ist die doppelte, konkav-konvexe Schwingung dieses Fassadenbereichs. 
Für den Bau dieses Schlosses stellte Johann Conrad Schlaun einen Generalplan auf, an dem sich die Arbeiten orientieren sollten. Er sah vor, dass zu beiden Seiten vor dem Schloss Marställe errichtet werden sollten. Jeweils hinter diesen beiden sollten weitere Wirtschaftsgebäude entstehen. Der innere Ehrenhof, also der Bereich unmittelbar vor dem Schloss, sollte gemäß den Schlaun’schen Entwürfen durch ein schmuckvolles Gitter vom äußeren Ehrenhof, also dem Bereich zwischen Schloss und Promenade, abgegrenzt werden. An vorderster Front sollten zwei Wachhäuser, auch bekannt als Kavaliershäuser, den äußeren Ehrenhof begrenzen, während der heutige Schlossplatz als eine große Grünfläche zwischen Schloss und Stadt angelegt werden sollte. Auf der Rückseite des Schlosses plante Schlaun einen weitläufigen Garten nach französischem Vorbild. Um die gesamte Schlossanlage herum sollten Kanäle nach holländischer Art geführt werden. Bis zu Schlauns Tod 1773 waren der Außenausbau des Schlosses, der nördliche Marstall, das nördliche Wachhaus sowie der Innenausbau des Südflügels fertiggestellt. Nachfolger wurde Wilhelm Ferdinand Lipper, ein Anhänger des Klassizismus. Dieser konnte sich beim Auftraggeber nicht mit den Vorschlägen zur Änderung der Pläne der Fassaden durchsetzen, dafür durfte er die heute nicht mehr existierende Innenausstattung im klassizistischen Stil verwirklichen. Von Schlauns Generalplan errichtete Lipper noch das südliche Wachhaus, während der südliche Marstall sowie die Wirtschaftsgebäude nicht mehr erbaut wurden. Der Schlossgarten hinter dem Schloss, von Schlaun nach französischem Vorbild geplant, wurde von Lipper in Form eines englischen Landschaftsgartens umgesetzt.

## Zerstörung und Wiederaufbau

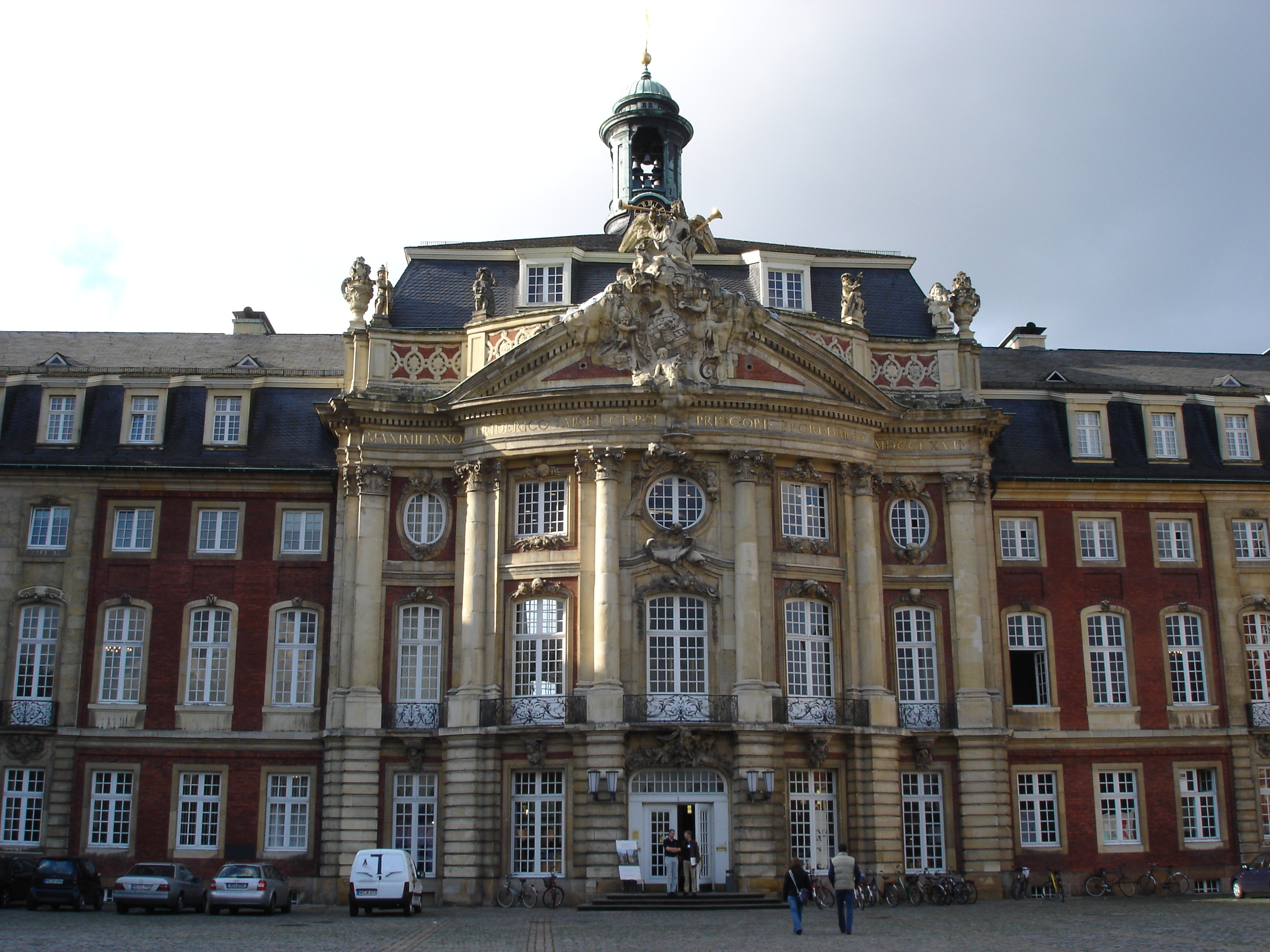
Ansicht von der Stadtseite

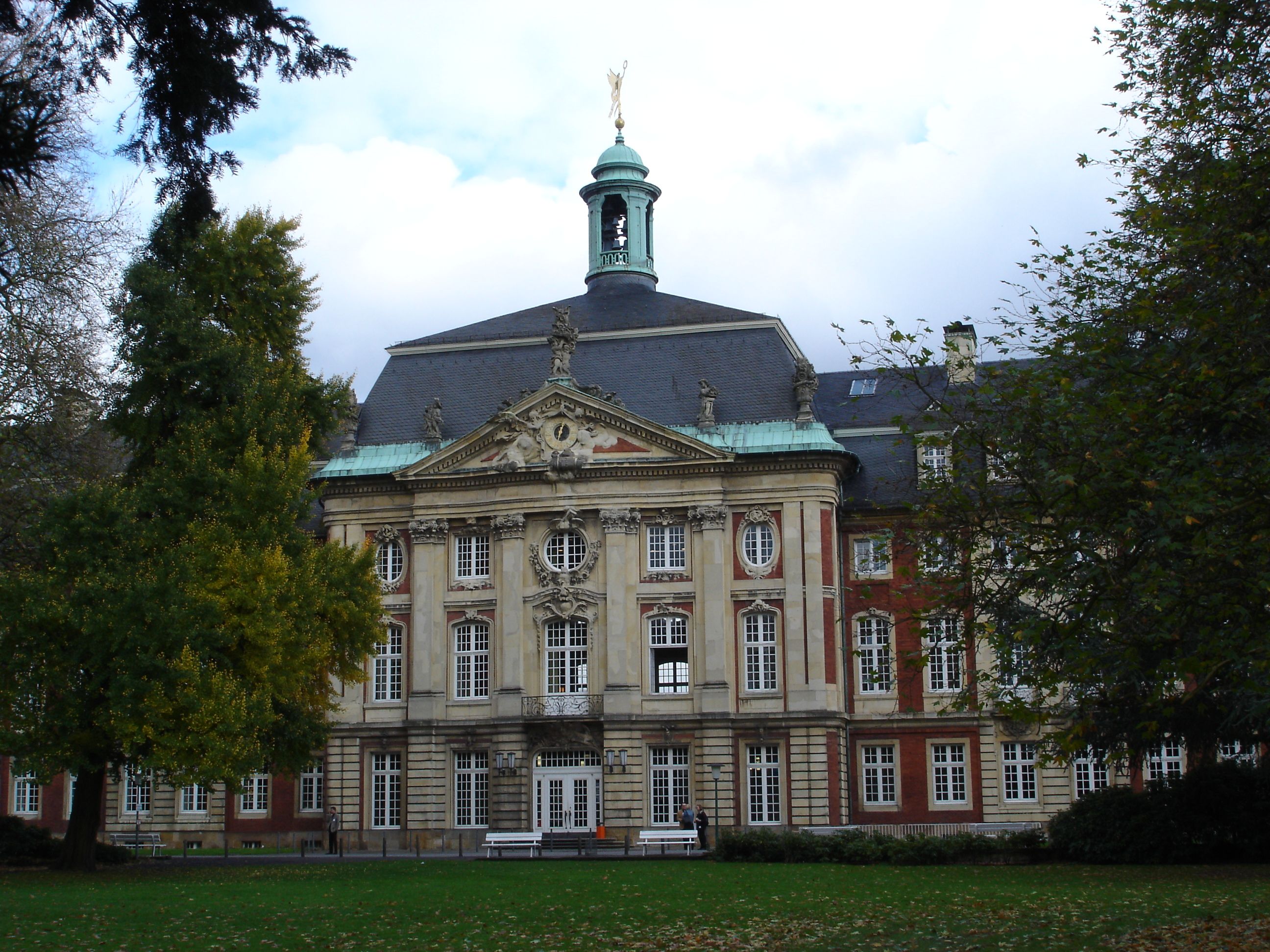
Ansicht von der Gartenseite

Bei Luftangriffen auf Münster im Zweiten Weltkrieg wurde das Schloss schwer beschädigt. Der erste Bombentreffer im Jahre 1941 setzte den Dachstuhl in Brand, jedoch konnte der Brand gelöscht werden. Auf dem Schlossplatz explodierende Bomben zerstörten außerdem sämtliche Fensterscheiben an der Vorderfront. Diese Beschädigungen wurden wieder behoben. Das Reiterstandbild Kaiser Wilhelms I. wurde am 22. August 1942 entfernt, um die Bronzeteile der Rüstungsproduktion zuzuführen. Am 25. März 1945 wurde das Schloss erneut von mehreren Brandbomben getroffen und brannte in der Folge mehrere Tage lang, da die Feuerwehr keine Feuerspritzen über die zerstörten Straßen zum Schloss bringen konnte. Trotz des Brandes konnten Teile der Einrichtung (Türen, Möbel, Textilien und Wandvertäfelungen) gerettet werden. Vom Schloss selbst blieben lediglich die Außenmauern weitgehend intakt, Teile des Nordflügels konnten ab November 1945 bereits an Handwerker vermietet werden. Von den Innenräumen blieb nach den Kriegszerstörungen nur die ehemalige Schlosskapelle im Südflügel des Schlosses erhalten. Sie ist seit dem Wiederaufbau als Universitätsgebäude durch eine eingezogene Zwischendecke in die Hörsäle S1 und S2 aufgeteilt. Stuckputten an den Wänden und Decken verraten die frühere Bestimmung.
Nach dem Ausbrennen waren die Überreste der Witterung schutzlos ausgeliefert. Pläne, die Mauerkronen zu imprägnieren, konnten nicht in die Tat umgesetzt werden, da kein Holz für Gerüste zur Verfügung stand. Deshalb war auch eine Überdachung nicht möglich. Die britische Besatzungsmacht plante, die Reste des Schlosses abzureißen, um Platz für die Versorgungseinheiten ihrer Truppen zu schaffen. Dieser Plan wurde jedoch nach heftigen Protesten deutscher Stellen wieder aufgegeben. Ab 1946 konnte der Wiederaufbau beginnen, nachdem sämtliche Universitätsgebäude zerstört waren und das Schloss als „weniger zerstörtes Gebäude“ klassifiziert wurde. So legte der Provinzialkonservator Wilhelm Rave im November 1946 Pläne vor, die das Gebäude als „Verwaltungs- und Vorlesungsgebäude der Landesuniversität“ darstellten. Diese Pläne sahen vor, die Außenmauern wiederzuverwenden, um kein neues Fundament legen zu müssen. Dieser Plan wurde vom Wiederaufbauministerium und vom Regierungspräsidium angenommen. So begannen noch 1946 Aufräumarbeiten, unter anderem wurden noch stehende Innenwände eingerissen. Im April 1947 wurde die förmliche Baugenehmigung erteilt, mit der Hilfe des nun verfügbaren schweren Gerätes konnte die Entkernung vollendet werden. 
Raves Pläne wurden vom Architekten Hans Malwitz aufgegriffen und seinen Arbeiten zu Grunde gelegt, als diese im August 1947 begannen. Bereits im Januar 1949 konnten die ersten Vorlesungen im Südflügel gehalten werden. Das Richtfest für den Großteil des Schlosses fand im Mai 1949 statt, im Juli 1950 konnte auch für den Mittelbau Richtfest gefeiert werden. Schon im Sommersemester 1950 fanden, noch während der Bauarbeiten und obwohl teilweise noch Zwischendecken fehlten, im Gebäude bereits wieder Vorlesungen statt. Im Jahre 1954 wurde das Schloss schließlich auch offizieller Sitz der Universität Münster. Beim Wiederaufbau wurde zunächst geplant, den früher im dritten Stock befindlichen Hörsaal „S10“ zum größten Hörsaal der Universität auszubauen, was zugleich den Verzicht auf den Turm bedeutet hätte und Malwitz’ favorisierte Lösung war. Aufgrund des Einspruchs des Landeskonservators wurde dieser Umbau jedoch nicht realisiert, so dass der Turm wieder auf das Dach des Schlosses kam, mitsamt einem Glockenspiel, das ebenfalls seit 1954 zu hören ist. Die Kosten für den Wiederaufbau lagen bei circa 2,5 Mio. Reichsmark. Es wurden 1,9 Mio. Mauerziegel, 50.000 Dachziegel, 800 Tonnen Zement, 150 Tonnen Kalk und 1000 m² Glas verbaut.
Im Turmaufsatz des Mittelbaus befindet sich ein Glockenspiel. Obwohl es wirkt wie ein Teil des ursprünglichen Schlosses aus dem Ende des 18. Jahrhunderts, wurde das Glockenspiel erst 1954 installiert. Dreimal täglich erklingt von den 18 Glocken auf dem Dach des Schlosses ein Glockenspiel. Insgesamt sind zehn verschiedene Lieder einprogrammiert, die nacheinander abgespielt werden, darunter „Üb’ immer Treu und Redlichkeit“ (Papagenos „Ein Mädchen oder Weibchen“ aus der Zauberflöte), „Wir treten zum Beten“ und „Die Gedanken sind frei“. Neben diesem Glockenspiel künden die Glocken auch jede Viertelstunde die Zeit an: 15 Minuten nach einer vollen Stunde werden sie einmal angeschlagen, 30 Minuten danach zweimal, nach 45 Minuten dreimal und zu jeder vollen Stunde viermal. Anschließend wird zu jeder vollen Stunde die Stundenanzahl angeschlagen.

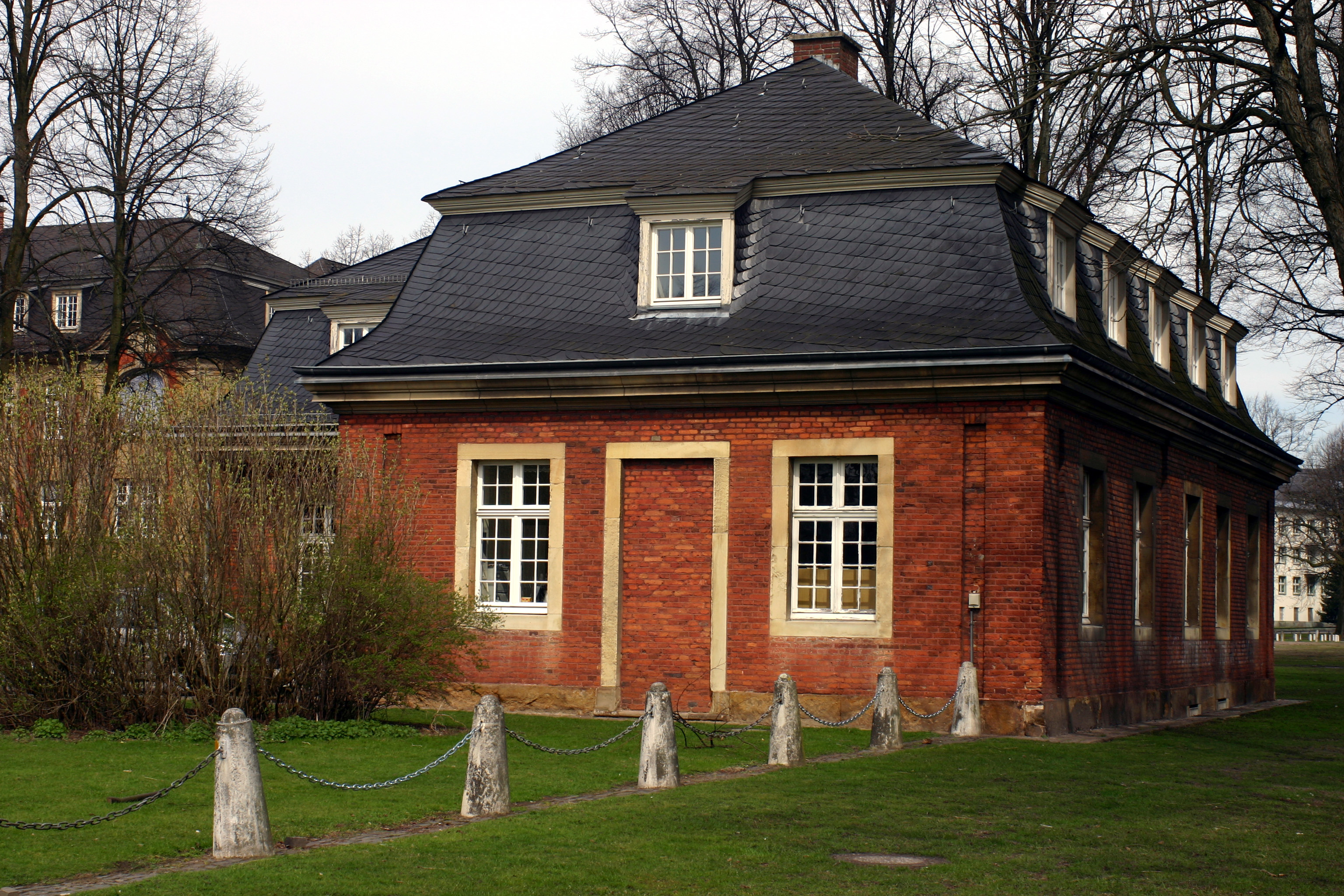
Nördliches Wachhaus
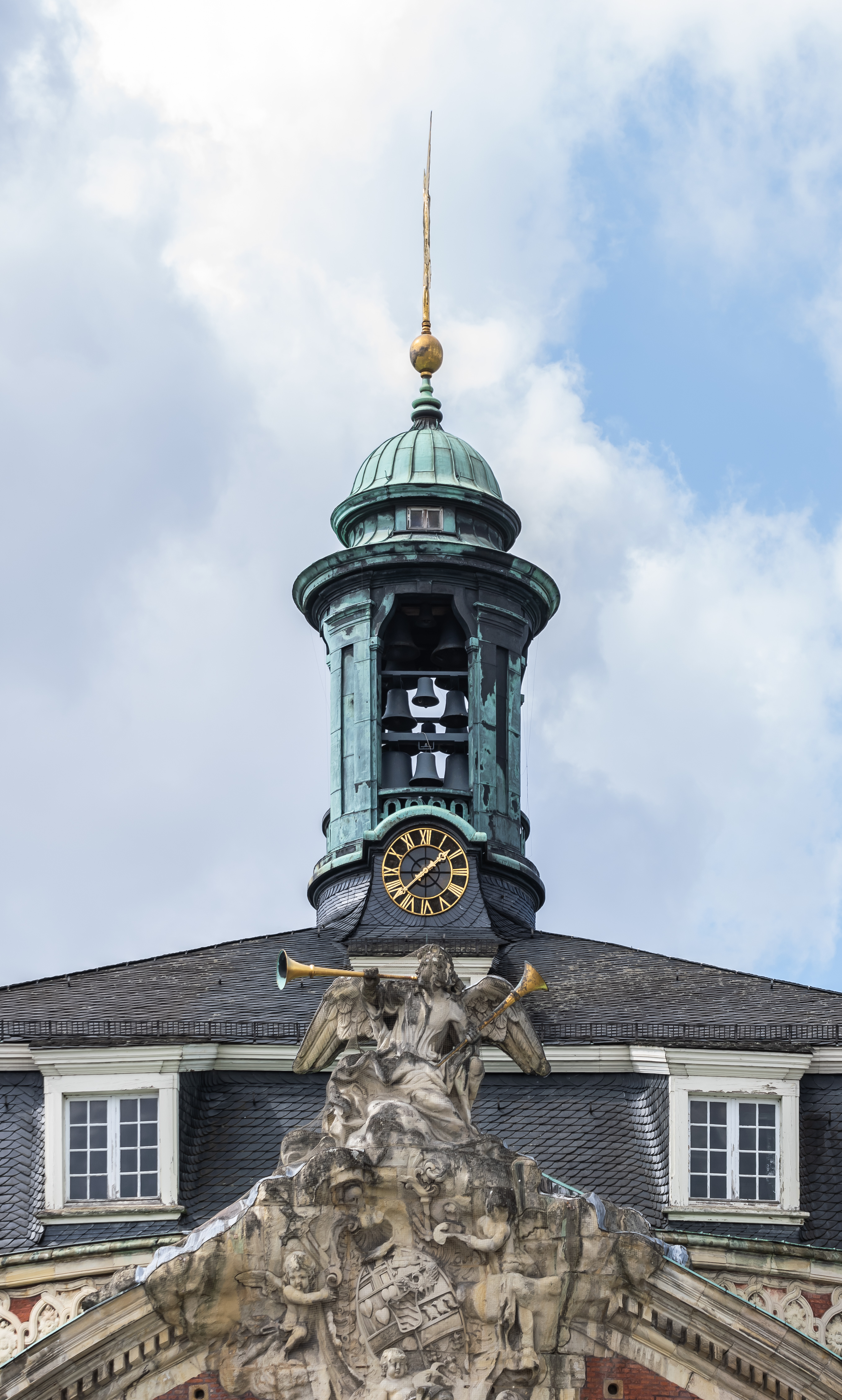
Glockenspiel
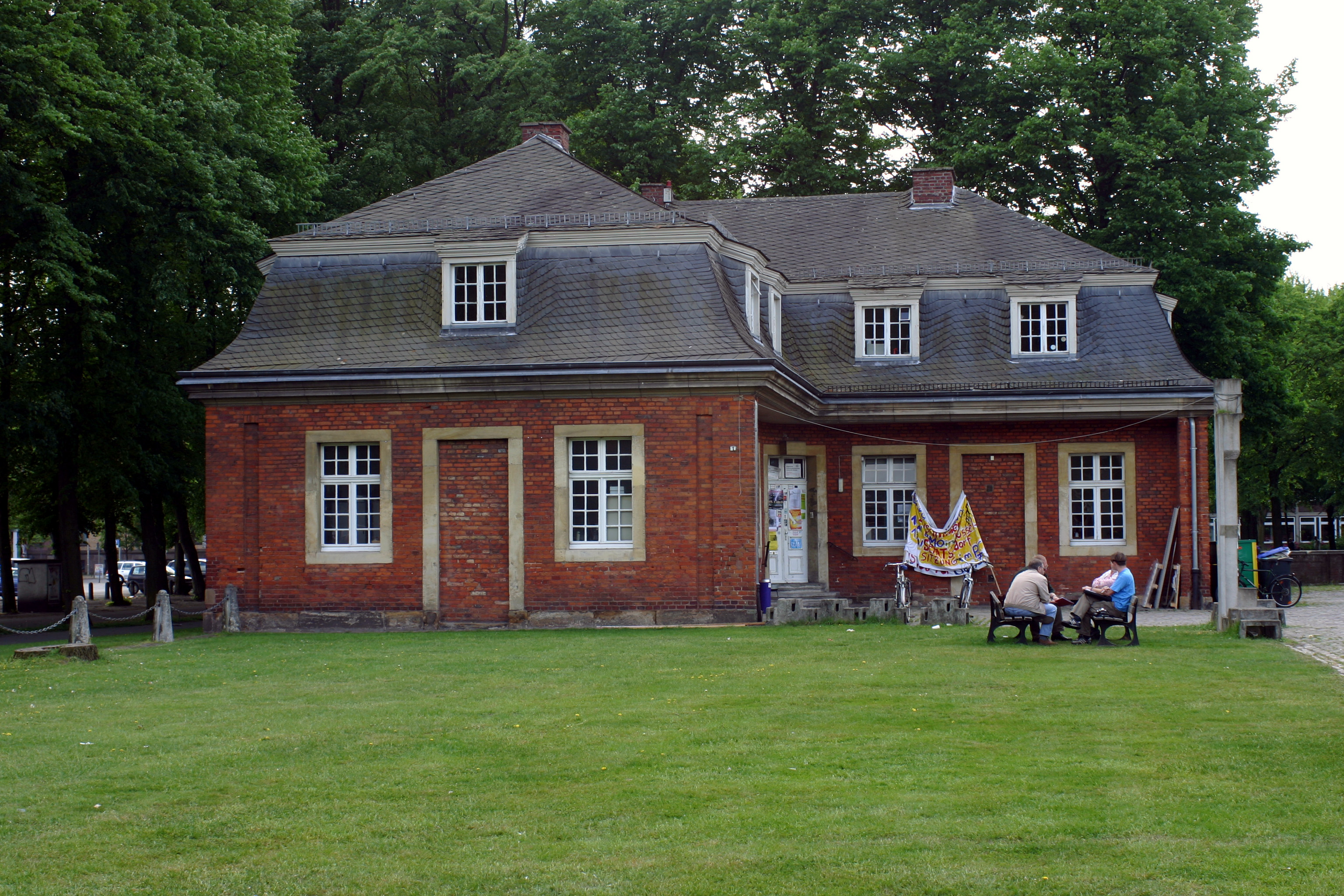
Südliches Wachhaus

## Nutzungsgeschichte

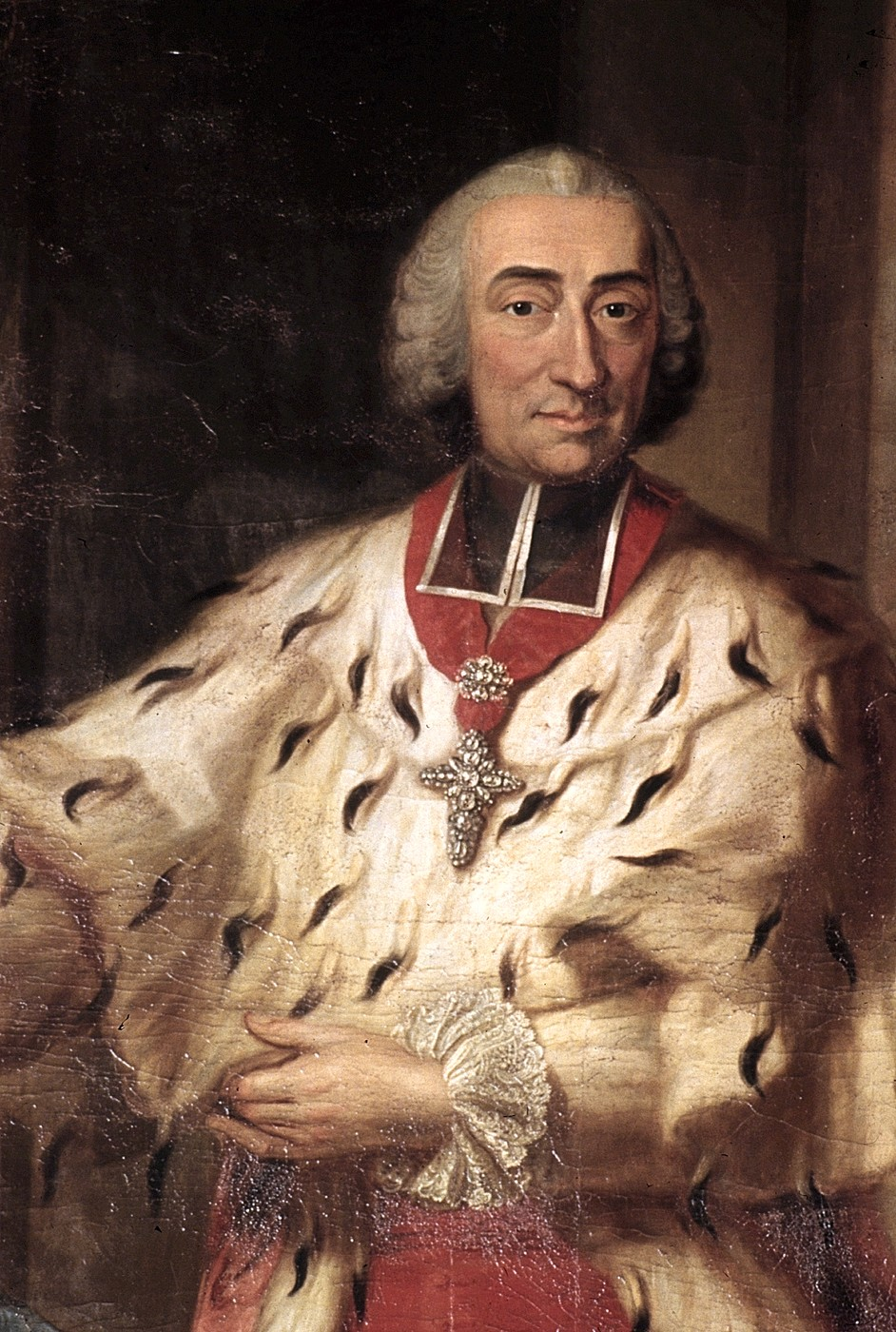
Fürstbischof Maximilian Friedrich von Königsegg

Logo der Universität Münster

Der Auftraggeber des Baus, Fürstbischof Maximilian Friedrich, verstarb bereits 1784, drei Jahre vor der Fertigstellung. Sein Nachfolger Maximilian Franz von Österreich, ebenso wie Maximilian Friedrich gleichzeitig Fürsterzbischof von Köln, hielt sich mehr in seiner kurfürstlichen Residenz Bonn als in Münster auf. Mit dem Ende des Hochstifts Münster durch den Reichsdeputationshauptschluss verlor das Fürstbischöfliche Schloss die Funktion, für die es gebaut war. Im Jahr 1803 bezogen der preußische Zivilgouverneur Karl Freiherr vom Stein und der Generalfeldmarschall Gebhard Leberecht von Blücher das Schloss. Ab 1815 war das nunmehr Königliche Schloss dann Sitz des jeweiligen Oberpräsidenten und des kommandierenden Generals der preußischen Provinz Westfalen.
In diese Epoche fällt die Errichtung und Enthüllung des westfälischen Provinzialdenkmals für Kaiser Wilhelm I. am 27. Oktober 1897, dem Geburtstag des Prinzen Friedrich Karl. Dessen Sohn, Prinz Friedrich Leopold vertrat den Kaiser bei der Enthüllung des Denkmals. Schöpfer des Reiterstandbildes war der Bildhauer Friedrich Reusch in Königsberg, den Sockel entwarf der Berliner Architekt Bruno Schmitz. Das Kaiser-Wilhelm-Denkmal stand im Ehrenhof des Schlosses, genau in der Achse des Mittelrisalits. Nach der Auflösung der Monarchie und der Gründung des parlamentarisch-demokratischen Freistaats Preußen 1918 diente das Schloss weiterhin als Amtssitz des Oberpräsidenten der Provinz Westfalen. Während der NS-Diktatur nutzte das Staatshochbauamt das Erdgeschoss und Gauleiter Alfred Meyer bezog den zweiten Stock. Im Keller des Schlosses wurden mehrere Luftschutzräume eingerichtet, Vorbereitungen zum Brandschutz wurden getroffen, unter anderem wurden Türen in Brandschutzwänden mit Blech verkleidet, und es wurden Sand- und Wasserkästen aufgestellt. Von Januar bis April 1943 fand im Schloss zu Propagandazwecken eine Kunstausstellung mit Gemälden und Holzarbeit statt. Der Schlossplatz war mehrfach Ort für Aufmärsche des Gaus Westfalen-Nord.
Seit dem Wiederaufbau im Jahr 1954 dient das Schloss als Sitz der Universität Münster; es wird auch stilisiert im Logo abgebildet und ist das Wahrzeichen der Hochschule. Nahezu alle von Schlaun fertiggestellten Gebäude werden durch die Universität genutzt. Im Hauptgebäude des Schlosses befinden sich neben dem Rektorat und der Verwaltung noch die Hörsäle S1, S2, S6, S8, S9 und S10 sowie die Aula im Schloss. Im Vestibül ist das großformatige Gemälde „Aufruf zur Verteidigung der persönlichen Freiheit“ (1974–1978) des österreichischen Künstlers Rudolf Hausner zu finden. Die Studentenvertretung Allgemeiner Studierendenausschuss der Universität Münster (AStA) ist im südlichen Wachhaus untergebracht. Im nördlichen Wachhaus befindet sich die Graduiertenschule Münster Centre for Emerging Researchers (CERes). Südlich des Schlosses, wo Schlaun den südlichen Marstall plante, gibt es einen Parkplatz für Universitätsmitarbeiter. Dem schließen sich die Hüfferstraße und das Gerichtszentrum an, so dass das Schloss den westlichen Abschluss des Komplexes bildet. Alljährlich in den Sommermonaten findet auf dem Schlossplatz das Turnier der Sieger statt. Dabei handelt es sich um ein hochkarätiges Reitturnier, das vom Westfälischen Reiterverein ausgetragen wird. Vor der historischen Schlosskulisse finden die Spring- und Dressurwettbewerbe des Turnieres statt. Auf dem Schlossplatz wird außerdem beim dreimal jährlich stattfindenden Volksfest Send jeweils am Freitagabend ein Feuerwerk entzündet.
Der Schlossgarten umfasst auch den Botanischen Garten, der lange Zeit Sitz des Ende des 19. Jahrhunderts errichteten Instituts für Botanik des Fachbereichs Biologie war. Dieses befindet sich inzwischen zusammen mit dem Institut für molekulare Zellbiologie und dem Institut für Zoophysiologie im nördlichen Marstall. Bereits um 1800 gab es im botanischen Garten eine Gastronomie. Der Garten und das Café stellten um 1900 ein beliebtes Ausflugsziel dar. Nach Ende des Ersten Weltkriegs wurden im Schlossgarten zwei Denkmäler errichtet: Der Stehende Soldat wurde 1923 nach Plänen des Bildhauers Alexander Frerichmann eingeweiht und soll an das Feldartillerie-Regiment Nr. 22 erinnern. Das Lothringerkreuz wurde durch Albert Mazzotti (senior) und Wilhelm Wucherpfennig geschaffen, und in den 1920er Jahren aufgestellt. Es soll an das Feldartillerie-Regiment Nr. 69 erinnern. Beide Denkmale stehen unter Denkmalschutz. 1987 ergänzte die Künstlerin Jenny Holzer aus Anlass der Skulptur Projekte das Ensemble durch fünf Steinbänke, die zum Nachdenken anregen sollen. Im Zweiten Weltkrieg wurde der Bereich des Schlossgartens mehrfach bombardiert.